# Gbassay Sessay
John Gbassay Sessay (né le 11 mai 1968) est un footballeur sierra-léonais des années 1990.